# Кастеллінальдо
Кастеллінальдо (італ. Castellinaldo, п'єм. Castlinàud) — муніципалітет в Італії, у регіоні П'ємонт,  провінція Кунео.
Кастеллінальдо розташоване на відстані близько 490 км на північний захід від Рима, 45 км на південний схід від Турина, 60 км на північний схід від Кунео.
Населення — 945 осіб (2014).
Покровитель — San Dalmazzo.

## Демографія
Населення за роками:

Станом на 1 січня 2023 року в муніципалітеті офіційно проживало 136 іноземців з 14 країн, серед них 114 громадян країн Євросоюзу та 2 громадяни України.

## Сусідні муніципалітети
- Канале
- Кастаньто
- Мальяно-Альфієрі
- Пріокка
- Вецца-д'Альба